# Nova Zembla (film)
Nova Zembla is een historische bioscoopfilm uit 2011. Het is de eerste Nederlandse avondvullende 3D-film. 

## Verhaal
De film van Reinout Oerlemans romantiseert de laatste ontdekkingsreis (1596-1597) van Willem Barentsz en Jacob van Heemskerck om de route "om de Noord" naar Indië te ontdekken, die voorgesteld was door de cartograaf en dominee Petrus Plancius. Maar voor de kust van Nova Zembla raakte hun schip ingevroren in het zee-ijs, zodat ze met hun bemanning strandden op het eiland Nova Zembla en daar moesten overwinteren in Het Behouden Huys, gebouwd van het hout van hun schip. Het verhaal wordt beleefd door de ogen van Gerrit de Veer en is losjes gebaseerd op het beroemde dagboek dat hij later publiceerde. Een romance van Gerrit de Veer met de dochter van Plancius (rol voor Doutzen Kroes) is toegevoegd. In de film wordt het Nova Zembla-effect (beschreven door De Veer op 24 januari 1597) getoond, zij het op een niet-historische manier.

## Rolverdeling
- Robert de Hoog als Gerrit de Veer
- Derek de Lint als Willem Barentsz
- Victor Reinier als Jacob van Heemskerck
- Jan Decleir als Petrus Plancius
- Doutzen Kroes als Catharina Plancius
- Teun Kuilboer als Pieter Vos
- Semmy Schilt als Claes
- Juda Goslinga als Laurens
- Mads Wittermans als Chirurgijn
- Jochum van der Woude als Jan Fransz van Haerlem
- Herman Egbers als Harmen
- Arjan Duine als Oene
- Arend Brandligt als Adriaan
- Bas Keijzer als Kok
- Remon de Koning als Ginger

## Achtergrond

### Productie
De film werd opgenomen in IJsland, België, Canada en Nederland. De Amsterdamse scènes werden gedraaid in Brugge.

### Ontvangst
De film werd matig ontvangen en zit boordevol historische onjuistheden en zelfs fysieke onmogelijkheden. Zo wordt er in augustus naar een sterrenhemel gekeken terwijl het in de zomer in het noordpoolgebied 24 uur per dag licht is. Ook wordt de bemanning afgeschilderd als een groep rauwe kerels die stevig drinken en hoereren, maar in de werkelijkheid had Barentsz gekozen voor geschoold personeel, voor geletterde mannen. Er heerste discipline en doorzettingsvermogen in de groep. Het Amerikaans filmblad Variety maakte de film met de grond gelijk en noemde het acteerwerk ronduit zwak en het verhaal veel te mager. Het blad was ook niet te spreken over het camerawerk en de montage. Hoewel de film in 3D is, miste hij het 'wow-effect'. Variety meende ook dat er te lichtvoetig was omgesprongen met de historische juistheid. Regisseur Oerlemans gaf de historische onjuistheden toe. NRC Handelsblad beschreef Nova Zembla als een uitputtingsslag voor de kijker en maakte gewag van publiek dat "er niet over uit kon hoe slecht de film was".
De recensie-website FilmTotaal had een iets positiever oordeel en noemde Nova Zembla een vermakelijk en degelijk familie-epos, waarin Robert de Hoog en Derek de Lint waardige rollen neerzetten. Het acteerwerk van Doutzen Kroes werd verdienstelijk genoemd, hoewel haar Friese accent werd betreurd. Maar ook FilmTotaal bekritiseerde de overmatige versimpeling van het verhaal, de rommelige montage en de onlogische sprongen in de tijd, waardoor de film nooit echt meeslepend wordt.  De website NU.nl sprak van een technisch knap gemaakte film, maar ook een afstandelijke. De kou is voelbaar, de tragiek niet. Behalve Robert de Hoog blijft de bemanning karikaturaal of kleurloos, aldus de website. De film dwingt volgens NU.nl bewondering af, maar uiteindelijk laat Nova Zembla koud. Het Parool meende dat Nova Zembla in dramatisch opzicht weinig meer indruk maakt dan die overbekende schoolplaat: "Een hele grote 3D-schoolplaat". En nlfilmdoek.nl ten slotte sprak van een fraaie driedimensionale vormgeving, maar met personages die zo plat zijn als een dubbeltje.

### Bezoekers
De film trok niettemin veel bekijks en was voor Nederlandse begrippen een kassucces. Binnen 4 dagen werden 100.000 bezoekers getrokken, en daarmee kreeg Nova Zembla de status van Gouden Film. Twee weken later werd het aantal van 400.000 bezoekers overschreden en werd het een Platina Film. Begin januari 2012 stond de teller al op 635.000 bezoekers.